# 완데르송 지 파울라 사비누
완데르송 지 파울라 사비누(포르투갈어: Wanderson de Paula Sabino, 1977년 6월 22일 ~ )는 브라질의 축구 선수로, 포지션은 공격수이다. 2006년 K리그 부산 아이파크에서 활약하였으며, 등록명은 소말리아였다. 2006 시즌에 16경기 7골 5도움을 기록하였다.

## 수상

### 클럽

#### 페예노르트
- 에레디비시

우승 (1회) : 1998-99
- 요한 크라위프 스할

우승 (1회) : 1999

#### 아메리카 FC
- 캄페오나투 카리오카 세리이 B1

우승 (1회) : 2015

### 개인
- UAFA 클럽 컵 득점왕 : 2003 (4골)
- 캄페오나투 파울리스타 득점왕 : 2007